# Cratera de cálice com Amazonomaquia do Pintor da Hidria de Berlim

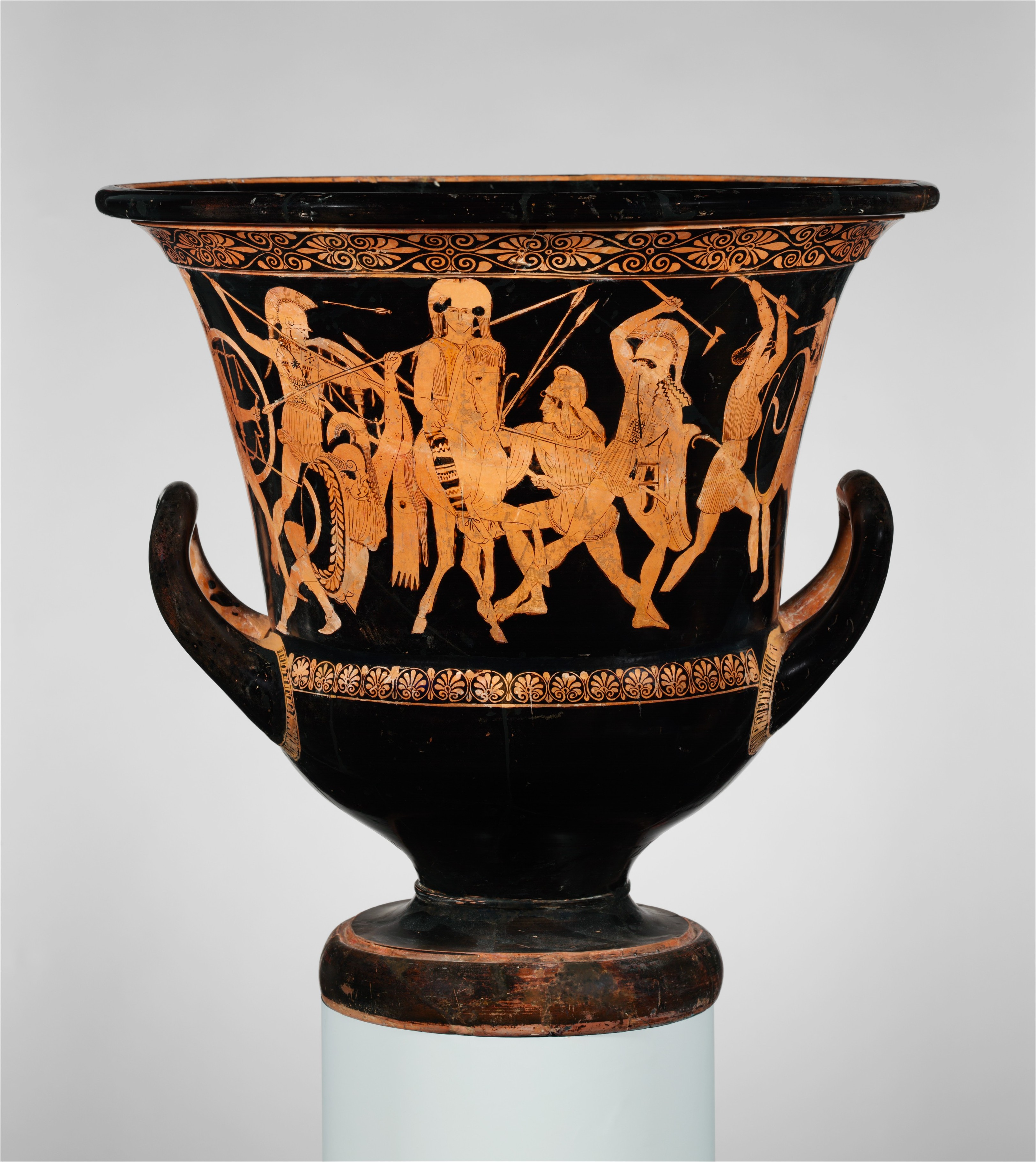
Cratera de cálice do pintor da Hidria de Berlim

O Cálice com Amazonomaquia do Pintor da hídria de Berlim é um antigo vaso grego pintado no estilo de figuras vermelhas, agora no Museu Metropolitano de Arte, em Nova York. É uma cratera, uma tigela feita para misturar vinho e água, e especificamente uma cratera de cálice, onde a tigela se assemelha à sépala de uma flor. Recipientes como estes eram frequentemente usados em simpósios, que eram festas de elite para beber.
Este cálice foi feito no período clássico da Grécia antiga, c. 460–450 a.C.
A Amazonomaquia ou "batalha das Amazonas" é um tema frequentemente retratado em vasos gregos.
A cratera foi encontrada em 1901 ou 1902 na necrópole de Numana.